# ファインスタイン医学研究所
ファインスタイン医学研究所（The Feinstein Institute for Medical Research）は、ニューヨーク市郊外・マンハセット（en:Manhasset）の研究所である。

## 概要
ノースショアLIJ医療システム（en:North Shore-LIJ Health System）に付属する研究所として1999年に設立され、現在では200人以上の研究者が、医学と関連した生命科学（人体・疾病・遺伝など）を研究している。
生物医学の成果を治療に結びつけることも使命の一部としており、医療システム内の数千に及ぶ患者への還元も、研究とともに重要視されている。
2007年の総収入・総支出はそれぞれおよそ5500万ドル（約55億円）に上った。

## 主な研究内容
- 細菌学
- 細菌感染
- 敗血症
- 皮膚病

- ウイルス学
- AIDS

- 免疫学
- 自己免疫疾病
- 癌

- 神経科学
- アルツハイマー病
- パーキンソン病
- ハンチントン病
- 精神疾患
- 統合失調症
- 薬物中毒
- 記憶

- 遺伝学
- 遺伝病
- 加齢・老化
- リウマチ

- 糖尿
- 心臓病
- 不妊
- 肥満

## 関連施設・関係施設
- ニューヨーク大学医学部（en:New York University School of Medicine）
- アルバート・アインシュタイン医科大学（en:Albert Einstein College of Medicine）
- en:North Shore University Hospital
- en:Long Island Jewish Medical Center
- en:Schneider Children's Hospital
- en:The Zucker Hillside Hospital
- カロリンスカ研究所

## 公式サイト
The Feinstein Institute for Medical Research